# TDRS-1
El TDRS-1, conocido antes del lanzamiento como TDRS-A, era un satélite de comunicaciones estadounidense operado por la NASA como parte del Tracking and Data Relay Satellite System. Fue construido por TRW y lanzado por Transbordador espacial Challenger en su primer vuelo, la misión STS-6.

## Despegue
Mientras estaba en la plataforma, se detectaron problemas con los motores principales del Challenger y se iniciaron las reparaciones. Durante este tiempo, una tormenta causó la contaminación de TDRS-1 mientras estaba en la sala de cambio de carga útil en la estructura de servicio giratorio en la plataforma de lanzamiento. En consecuencia, el satélite tuvo que ser devuelto a su instalación, donde fue limpiado y revisado. El Challenger despegó del Complejo de Lanzamiento 39A del Centro Espacial Kennedy a las 18:30:00 GMT del 4 de abril de 1983.

## Retiro
El satélite fue trasladado a una órbita más baja a partir del 21 de octubre de 2009. El desplazamiento a una órbita más baja se inició el 5 de junio de 2010 y la pasivación se completó el 27 de junio de 2010. A partir de 2009, la NASA había reposicionado TDRS-3 para asumir los deberes de TDRS-1.